# Sylvia Miles
Sylvia Miles (de soltera Lee; Greenwich Village, 9 de septiembre de 1924-Manhattan, 12 de junio de 2019) fue una actriz estadounidense. Fue nominada dos veces para el Óscar a la mejor actriz de reparto por sus actuaciones en Midnight Cowboy (1969) y Adiós, muñeca (1975).

## Primeros años
Miles nació y creció en Greenwich Village, Nueva York, donde su padre trabajaba como fabricante de muebles. Miles declaró que los nombres de sus padres eran «Reuben y Belle». Fue educada en Washington Irving High School y en el Actors Studio.

## Carrera
Miles comenzó su carrera en el teatro en 1947, y en televisión y cine en 1954. A principios de la década de 1960, interpretó el papel de Sally Rogers en el episodio piloto de lo que se convertiría en The Dick Van Dyke Show, papel que más tarde tomaría Rose Marie en la serie. Apareció Off-Broadway en Ruthless! The Musical (1992) en el Players Theatre, NYC, interpretando a Sylvia St. Croix (originalmente interpretada por Joel Vig en travestí); ella fue una de las pocas mujeres que interpretaron el papel. Miles participó en la película Midnight Cowboy (1969) como una mujer mantenida en sus cuarenta de Park Avenue, que invita a Joe Buck (Jon Voight) a su apartamento penthouse para tener relaciones sexuales. El papel le valió una nominación al Óscar a la mejor actriz de reparto en la 42.ª ceremonia de los Premios Óscar, aunque apareció en pantalla solo durante unos seis minutos. Recibió una segunda nominación al Óscar a la mejor actriz de reparto por su papel un poco más extenso (ocho minutos) en Adiós, muñeca (1975).
Miles tuvo un papel secundario en la película india de suspenso Shalimar. Apareció en Muerte bajo el sol (1982), la versión cinematográfica de la novela Maldad bajo el sol de Agatha Christie, interpretando a una productora de Broadway, uno de sus mayroes papeles en el cine convencional. Ella interpretó a la agente inmobiliaria Dolores en la película de Oliver Stone, Wall Street (1987), un papel que repitió en Wall Street 2: el dinero nunca duerme (2010).
Miles protagonizó la película Heat de Andy Warhol (1972). También participó en películas convencionales, como 92 in the Shade, Critical Condition, The Great Scout & Cathouse Thursday, Crossing Delancey, y la comedia de 1989 She-Devil, en la que interpretó a la madre del personaje de Meryl Streep.
En sus últimos años, Miles apareció en algunos papeles en televisión como Sex and the City y One Life to Live, y en las películas Go Go Tales y Wall Street 2: el dinero nunca duerme.

## Vida personal

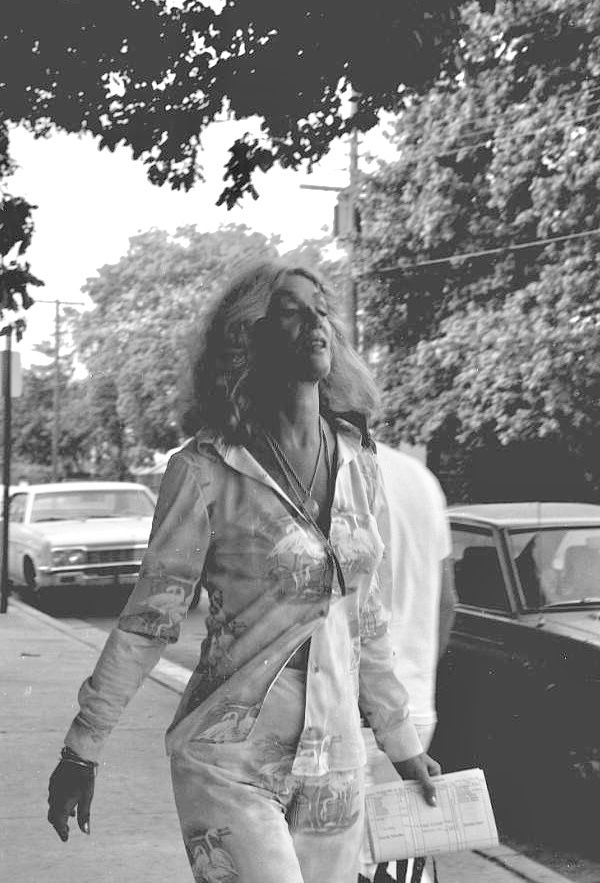
Miles durante el rodaje de, en 1974.

En 1948, Miles se casó con William Miles, pero la pareja se divorció dos años más tarde. Desde 1952 hasta 1958, estuvo casada con Gerald Price. De 1963 a 1970, estuvo casada con el disc jockey Ted Brown. Brown citó la falta de deseo de Miles de tener hijos como la principal causa de su divorcio.
El comediante y titiritero Wayland Flowers y su títere Madame comentaron con respecto a la vida social de Miles, «Sylvia Miles y Andy Warhol asistirían a la apertura de un sobre». En 1976, la revista People repitió la broma sin citar una fuente. En un restaurante de Nueva York en 1973, Miles vertió públicamente un plato de comida en la cabeza del crítico John Simon por sus comentarios negativos sobre ella en una reseña cinematográfica.

## Muerte
Miles murió el 12 de junio de 2019 mientras viajaba a un hospital en Manhattan a la edad de 94 años. En sus últimos años, su salud se estaba deteriorando y en los últimos meses estaba en un asilo de ancianos. Durante sus últimos años sufrió de anemia y problemas respiratorios.

## Premios y distinciones
Premios Óscar
| Año  | Categoría               | Película             | Resultado |
| ---- | ----------------------- | -------------------- | --------- |
| 1969 | Mejor actriz de reparto | Cowboy de medianoche | Nominada  |
| 1976 | Mejor Actriz de Reparto | Adiós, muñeca        | Nominada  |